# (9331) Fannyhensel
(9331) Fannyhensel es un asteroide perteneciente al cinturón de asteroides, descubierto el 16 de agosto de 1990 por Eric Walter Elst desde el Observatorio de La Silla, Chile.

## Designación y nombre
Designado provisionalmente como 1990 QM9. Debe su nombre a Fanny Hensel (1805-1847) quien fue hermana de Felix Mendelssohn y esposa del pintor Wilhelm Hensel. Fue una consumada compositora de Lied, música de cámara y piezas corales. También compuso un oratorio.

## Características orbitales
Fannyhensel está situado a una distancia media del Sol de 2,745 ua, pudiendo alejarse hasta 2,905 ua y acercarse hasta 2,586 ua. Su excentricidad es 0,058 y la inclinación orbital 4,433 grados. Emplea 1661,35 días en completar una órbita alrededor del Sol.

## Características físicas
La magnitud absoluta de Fannyhensel es 14,46. Tiene 3,605 km de diámetro y su albedo se estima en 0,215.